# 双籽棕属
双籽棕属（学名：Didymosperma）也称二种子椰子属，为棕榈科的一个属。

## 下属物种
本属包括以下物种：
- 小二种子椰子 Didymosperma nana Wendl. et Drude
- 紫二种子椰子 Didymosperma porphyrocarpa Wendl et Drude